# سالوادور ویالبا
سالوادور ویالبا (اسپانیایی: Salvador Villalba‎؛ زادهٔ ۲۹ اوت ۱۹۲۴) بازیکن فوتبال اهل پاراگوئه بود.
از باشگاه‌هایی که در آن بازی کرده‌است می‌توان به باشگاه فوتبال لیبرتاد اشاره کرد.
وی همچنین در تیم ملی فوتبال پاراگوئه بازی کرده‌است.